# Blur
Blur — британський альтернативний рок-гурт, утворений в Лондоні в 1989 році. Учасниками гурту є Деймон Алберн (вокал), Грем Коксон (гітара), Алекс Джеймс (бас-гітара) і Дейв Раунтрі (ударні).
Гурт дебютував в 1991 з альбомом Leisure, на якому була представлена музика у стилях медчестер й шугейзинг. Після нього вийшли Modern Life Is Rubbish (1993), Parklife (1994) і The Great Escape (1995), матеріал для яких був написаний під впливом The Kinks і The Beatles. Blur здобув широку популярність у Великій Британії і став одним із провідних гуртів напрямку брит-поп, конкуруючи з Oasis.
Наприкінці 1990-х ансамбль змінив звучання під впливом інді-року й американських ло-фай гуртів на кшталт Pavement та досяг успіху в США з хітом «Song 2». На альбомі 13 (1999) присутні експерименти з електронною музикою й госпелом. У травні 2002, під час запису їхнього сьомого альбому, Коксон залишив гурт. Остання платівка гурту, Think Tank (2003) демонструвала інтерес Албарна до африканської музики, відрізнялася простішою гітарною грою й електронними ефектами. Члени Blur не працюють разом і не виступають з концертами з 2003 року, займаючись власними проєктами (Проєкт Албарна Gorillaz здобув чималу популярність). Хоча заяв про можливий розпад не було, учасники гурту не мають певних планів на співпрацю в майбутньому.

## Історія гурту

### Заснування іLeisure: 1988—1991
Друзі дитинства, Деймон Албарн та Грем Коксон, познайомилися з Алексом Джеймсом, коли почали своє навчання в Голдсмітскому Університеті в Лондоні 1988 року. На той момент, Алберн був учасником гурту Circus, до якого в жовтні того ж року приєднався барабанщик Дейв Раунтрі. Circus звернулися до послуг Коксона, коли позбулися свого гітариста. Втративши в жовтні 1988 ще двох учасників, гурт прийняв і Алекса Джеймса, як бас-гітариста. Учасники новоутвореного гурту взяли назву Seymour, натхненні Сеймором з повісті Джерома Селінджера «Симур: Введення». Перший живий виступ гурту відбувся влітку 1989 року. У листопаді Енді Росс з компанії Food Records відвідав виступ гурту, який переконав його покликати гурт на лейбл. Єдиним пунктом, по якому Енді, Food Records і хлопці не знаходили порозуміння, було назва гурту. Food запропонували гурту на вибір кілька назв, з яких хлопці вибрали «Blur». Food Records підписали контракт з новонареченим гуртом в березні 1990 року.
З березня по липень 1990 Blur проводять в турне по Великій Британії, перевіряючи на публіці новий матеріал. У жовтні 1990, по закінченні турне, Blur випускають сингл «She's So High», що піднявся до 48 місця в Великої Британії. Група зіткнулася з складнощами при підготовці наступного синглу, які, втім, були вирішені співпрацею з продюсером Стівеном Стрітом. В результаті їхніх спільних дій світло побачив сингл «There's No Other Way», що став хітом і піднявся до восьмого місця. Успіх синглу перетворив Blur в зірок і ввів їх у кліку гуртів, часто з'являлися в клубі Syndrome, в Лондоні, прозвану «сцена святкувала сама себе». Журнал NME писав у 1991 році, «Вони [Blur] — цілком прийнятне, симпатичне личко всього сімейства груп, що з'явився з того моменту, як манчестерська хвиля почала випаровуватися».
Третій сингл гурту, «Bang», не приніс втіхи, досягнувши лише 24 позиції. Енді Росс і власник Food, Девід Бальфе, були переконані, що найкращим для Blur було б продовжувати розвиватися під впливом медчестера. Група приймає інше рішення — урізноманітнити своє звучання. Але запис дебютного альбому гальмується через те, що Алберн доводиться писати тексти безпосередньо в студії. В результаті, вийшов альбом Leisure (1991) піднявся до сьомого місця в британському чарті альбомів, але диск, цитуючи журналіста Джона Харріса, «не міг позбутися присмаку анти-клімаксу».

### Період брітпопа: 1992–1995
Коли в 1992 році виявляється, що за гуртом рахується заборгованість в розмірі 60 тисяч фунтів стерлінгів, Blur їдуть в тур по США з метою заповнити фінансові втрати. Гурт випускає сингл Popscene, поєднуючи дату його виходу з датою початку турне. З масою «панкового гітарного драйву, поп-хуків 60-х, британських труб, сказу та гумору в постмодерністському стилі», пісня Popscene була кульмінацією творчості гурту того періоду. Однак, сингл не піднявся в британському чарті вище 32 позиції. «Ми відчували, що 'Popscene' була важливим записом і була для нас, свого роду, відправною точкою; дуже, дуже англійський запис», — сказав Алберн NME в 1993 році, — «але вона дратувала безліч людей… ми виклалися по-повній, рвалися на частини, переслідуючи ці англійські ідеали та виявилося, в результаті, що ніхто не зацікавлений». Після бляклої появи на світ Popscene, планований вихід іншого синглу, названого «Never Clever», був скасований, а робота над другим альбомом Blur була відновлена з деякими переосмисленням.
Протягом двомісячного турне по США гурт стає все роздратованішим. Члени гурту часто зривають злість один на одному; вищим моментом стали кілька фізичних конфронтацій. Усі четверо сумували за домівкою; Алберн говорив, «Мені стало бракувати, дійсно, самих звичайних речей… Я нудьгував по всьому в Англії, так що я почав писати пісні, що відтворюють англійську атмосферу». Blur (в особливості Алберн), повернувшись в Британію, були збиті з ніг успіхом, яка конкурує з ними гурту, Suede. Більш того, Blur могли позбутися контракту зі своїм лейблом; на одному з концертів 1992 року сталися дві речі: огидне виступ Blur і прекрасно прийнятий всіма виступ Suede, що кілька схвилювало керівництво компанії Food. У цей момент Blur приймають рішення змістити акценти та піддати зміни свою ідеологію. Група вирішує звернутися до свого, англійської, музичному спадщини замість того, щоб стежити за американськими гранж-групами, такими як Pearl Jam та Nirvana. Попри скептицизм щодо нового маніфесту Алберна, про запрошення на роль продюсера другого альбому Енді Партріджа з гурту XTC, Бальфе дав схвалення вибору гурту. Пробні сесії з Партрідж вийшли незадовільними, тому група знову звертається до Стівена Стріту.
Другий альбом, Modern Life Is Rubbish, був готовий до виходу в грудні 1992 року, але Food Records заявила, що альбому необхідно більше потенційних хіт-синглів та гурт повертається в студію вже вдруге. Blur поступилися і Алберн написав «For Tomorrow», що стала головним синглом альбому. Але й «For Tomorrow» блискучого успіху не мав — сингл зупинився на 28 місці. Modern Life Is Rubbish виходить в травні 1993 року. До повідомлення про вихід альбому було додано фото з написом «British Image 1» («Британський образ 1»), зроблена у вигляді графіті на задньому фоні, за групою (одягненої в суміш одягу модів та скінхедів) та пітбулем. До 1993 році такі фото сприймалися суспільством як націоналістські та расистські; щоб уникнути серйозного конфлікту група випустили фото «British Image 2» («Британський образ 2»), на якому було зображено «аристократичне розпивання чаю на привалі в довоєнні роки». Але, знову ж таки, найвищою позицією, яку зайняв альбом в Британії була 15.
Фінансові справи Blur різко покращилися з виходом альбому Parklife у 1994 році. Перший сингл альбому, з однойменною заголовною піснею, зробленої в стилі диско, «Girls & Boys», був добре прийнятий BBC Radio 1 і потрапив на 5 позицію в чарті. Parklife увійшов до британського чарту альбомів номером 1 і протримався в чарті 90 тижнів. Захоплено зустрітий музичною пресою — NME назвав альбом «великим поп записом... більше, впевненіше, завершене та забавніше ніж Modern Life is Rubbish» — «Parklife» був наречений одній із записів, що визначають бритпоп. Після виходу альбому були випущені ще два сингли, що включали баладу To the End і мод-гімн Parklife. Blur виграли чотири нагороди BRIT Awards 1995 року, включаючи категорії Найкращий Гурт та Найкращий Альбом. Коксон пізніше визначив цей період з галасом навколо Parklife, як момент, коли «Blur вийшли з числа тих, кого нагороджували як альтернативних, лівофлангових, претензійних гуртів, ставши новою, неймовірною поп-сенсацією».
Роботу над четвертим альбомом, «The Great Escape», Blur розпочали на початку 1995 року. Ґрунтуючись на двох попередніх альбомах, Алберн написав кілька текстів з викладами від третьої особи. Джеймс дає таке пояснення, «Все це було багато детальніше, більш оркестрово, більш театрально, і тексти були набагато більш витіюватих… все це було дисфункціональні, що не підходять герої обламували». Реліз головного синглу альбому «Country House» став частиною суперництва з манчестерською групою Oasis. Протистояння було названо «The Battle of Britpop» («Битва Брітпопа»). для збільшення антагонізму між групами, Blur та Oasis зрештою, вирішують випустити свої нові сингли в один день. Ця подія була прозвано «NME» «The British Heavyweight Championship» («Змагання важкоатлетів Британії»). У цей час ЗМІ роздули боротьбу між Oasis та інший і Blur. Ноел Галлахер в інтерв'ю з Observer побажав Деймон Албарн та Алексу Джеймсу «підчепити гребаний СНІД і здохнути». Пізніше він вибачився в журналі «Melody Maker». Обговорення щодо того, яка група буде на вершині британського чарту стали феноменом, і Албарн з'явився в програмі News at Ten (десятигодинний новини). До кінця тижня «Country House» продавався в рази краще ніж «Roll With It» Oasis, в співвідношенні 274 тисячі копій до 216 тисячам копій, сингл же став першим синглом № 1 для Blur. Але попри перемогу Blur в цьому «битві», усю «війну» виграли Oasis: їхній новий альбом досяг набагато кращих результатів, ніж альбом Blur «The Great Escape» (В перший рік продажів альбом Oasis 11 разів ставав платиновим проти 3-х Blur.
«The Great Escape» вийшов у вересні 1995 та отримав схвальні відгуки критиків, також увійшовши в чарт Великої Британії під номером 1. NME захоплено вітав його як «досяг досконалості, чудовий, який зупиняє серце та надихаючий». Але на тлі, що вийшов в той же час, чотирьохкртано платинового альбому «(What's the Story) Morning Glory?» групи Oasis, «The Great Escape» виглядав більш тьмяно та прибував в тіні слави. Таким чином, за підсумками року, Blur поступилася лише Oasis. З цього приводу ЗМІ уїдливо підмітили що «Blur виграли битву, але програли війну».

## Дискографія
- Leisure (1991)
- Modern Life Is Rubbish (1993)
- Parklife (1994)
- The Great Escape (1995)
- Blur (1997)
- 13 (1999)
- Think Tank (2003)
- The Magic Whip (2015)
- The Ballad of Darren (2023)

## Мультимедія
- There's No Other Way — зразок ранньої творчості гурту.
- Parklife — з однойменного альбому.
- Song 2 — з альбому Blur
- Tender [Архівовано 26 червня 2008 у Wayback Machine.] — З альбому 13
- Coffee and TVⓘ — З альбому 13